# Wohn- und Wirtschaftsgebäude Kanalstraße 2
Das Wohn- und Wirtschaftsgebäude Kanalstraße 2 in Bruchhausen-Vilsen stammt aus dem 17. Jahrhundert. 
Das Gebäude steht unter Denkmalschutz (siehe auch Liste der Baudenkmale in Bruchhausen-Vilsen).

## Geschichte
Das giebelständige Gebäude in Fachwerk mit Steinausfachungen und Krüppelwalmdach wurde vor 1700 gebaut. 1782 wurde im Haus eine Leinenlegge (zentrale Leinenprüf- und -sammelstelle) eingerichtet. Von 1882 bis 1910 war hier der erste Sitz der Verwaltung der Meliorationsgenossenschaft Bruchhausen-Syke-Thedinghausen. Damals wurde hier die größte Bodenverbesserungsmaßnahme in Europa verwaltet. Das vielfach umgebaute und sanierte Gebäude dient aktuell als Wohnhaus.